# Eline Vere

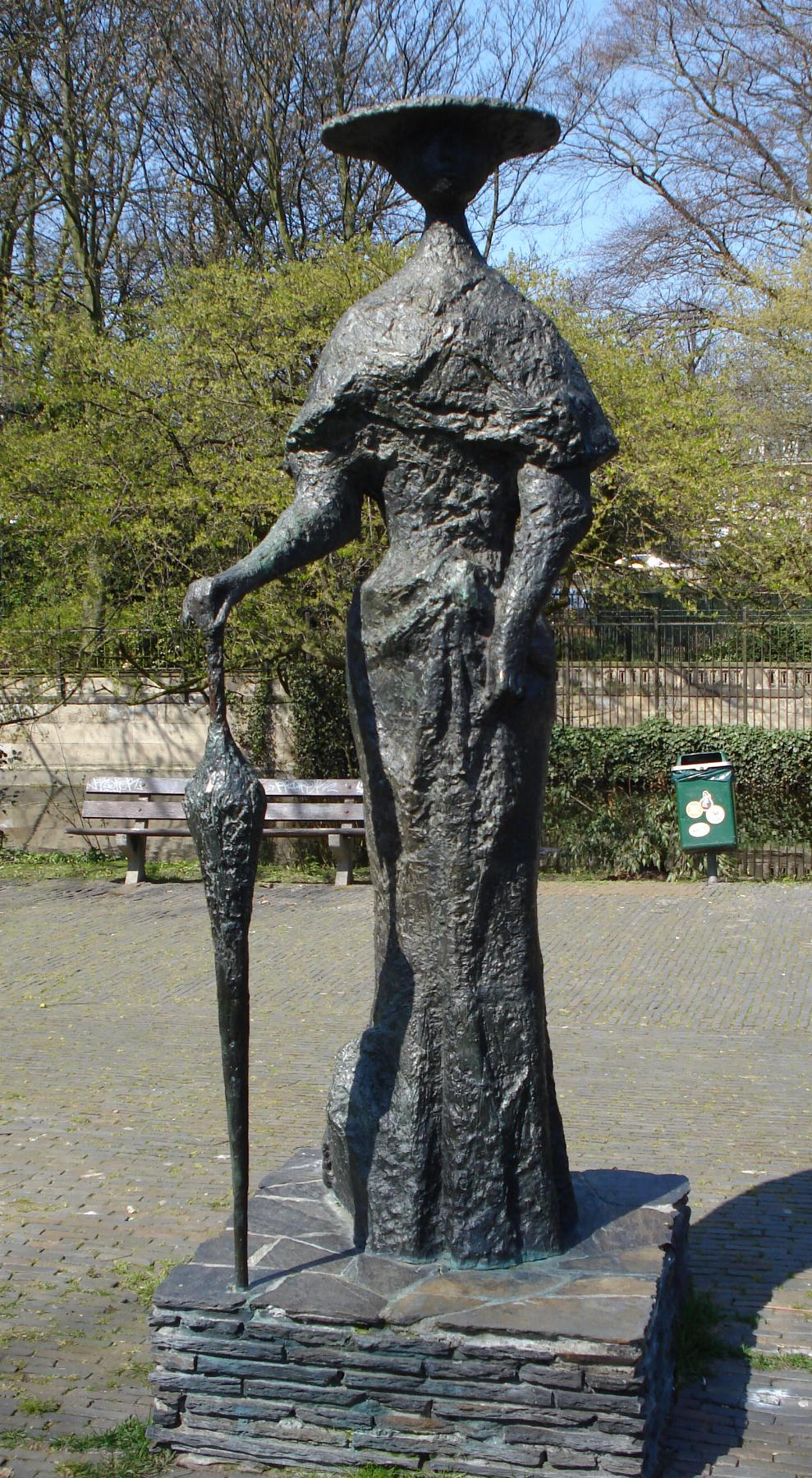
Standbeeld van Eline Vere in Den Haag door Theo van der Nahmer

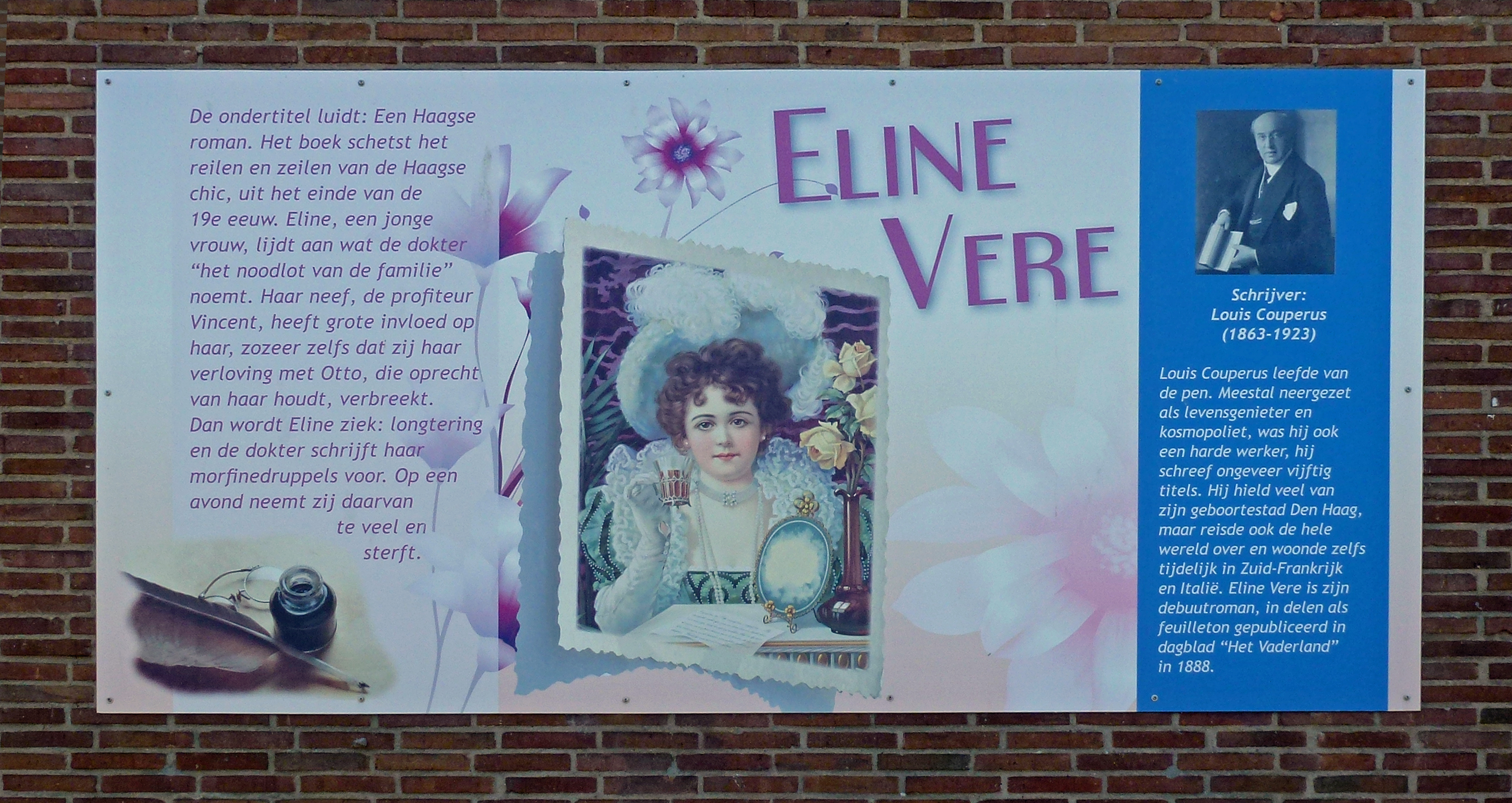
Gevelpaneel in Gouda

Eline Vere is de debuutroman van Louis Couperus. De roman werd geschreven in de periode 1887–1888 en verscheen tussen 17/18 juni 1888 en 4 december 1888 als feuilleton in het dagblad Het Vaderland. In maart 1889 werd het verhaal voor het eerst in boekvorm uitgebracht.
Louis Couperus schreef het verhaal in het huis van zijn ouders aan de Surinamestraat 20 te Den Haag. Couperus' vader had dit pand in 1883 laten bouwen.

## Verhaal
De 23-jarige Eline Vere is afkomstig uit een gegoede familie. Ze is een goed uitziende jonge vrouw die bovendien diverse talenten heeft, onder andere voor zingen en taal. Ze houdt daarnaast van lezen. Na de vroege dood van haar ouders is Eline samen met haar zus Betsy opgevoed door hun tante, die inmiddels ook is overleden. Eline woont nu in Den Haag in bij Betsy en haar zwager, Henk van Raat. Er komen vaak mensen over de vloer – zoals de Verstraetens, schoonfamilie van de Van Raats – voor soirees en diners. Betsy en Eline gaan ook veel uit, bijvoorbeeld naar de opera. Hoewel ze dus ogenschijnlijk een mooi leven leidt, voelt Eline zich geregeld eenzaam en ongelukkig. 
De eerste persoon op wie Eline verliefd wordt is de baritonzanger Fabrice, die ze tijdens een opvoering van Le tribut de Zamora heeft zien optreden. Als Eline bij het eerstvolgende sinterklaasfeest een waaier krijgt, denkt ze aanvankelijk dat Fabrice de gever is. Later blijkt dit echter de baron Otto van Erlevoort te zijn, een kennis met wiens familie Betsy en Eline vrij veel omgaan. Eline krijgt nu een liefdesrelatie met Otto en ze brengt enige tijd met hem door op de Horze, het landgoed van de Van Erlevoorts. Ze voelt zich nu enige tijd gelukkig. Toch weet ze zich met haar gevoelens geen raad. Ze verbreekt na enige tijd  haar verloving met Otto weer.
Hierna is Eline lange tijd ongelukkig. De verstandhouding met Betsy wordt steeds slechter en na een felle ruzie vlucht Eline ten slotte bij Betsy weg. Elines oom en voormalig voogd Daniel besluit samen met Betsy dat het voor Eline beter is om een tijdlang weg te zijn uit Den Haag. Eline gaat met Daniel naar Brussel en reist een tijdlang rond met haar oom en diens vrouw Elize. Bij haar terugkeer in Den Haag is ze echter nog even ongelukkig als toen ze vertrok. 
Na een tijdje bij mevrouw Van Raat, de moeder van Henk, ingewoond te hebben, besluit Eline weer terug te gaan naar Daniel en Elize in Brussel. Daar ontmoet ze Lawrence St. Clare, een Amerikaanse vriend van haar neef Vincent. Lawrence probeert haar gelukkig te maken en hij vraagt Eline ten huwelijk. Ze weet echter nog niet wat ze hierop moet antwoorden en vraagt St. Clare te wachten op haar antwoord.
Teruggekomen in Den Haag belandt Eline opnieuw in een neerwaartse spiraal van sleur, eenzaamheid en melancholie en uiteindelijk verliest ze haar verstand. Tijdens een nacht van hevige zinsverbijstering en radeloosheid neemt ze een overdosis morfine in. Ze sterft daardoor diezelfde nacht, nadat ze nog eenmaal voor zichzelf heeft herhaald dat Otto de enige ware liefde voor haar was.
Een jaar later hebben er binnen de families vrij veel veranderingen plaatsgevonden. Otto van Erlevoort heeft zich na zijn liefdesverdriet herpakt en verlooft zich met Marie Verstraeten, een nicht van Eline en Betsy. De oude mevrouw Van Erlevoort heeft haar huis verkocht en is ingetrokken bij haar dochter Mathilde en haar kleinkinderen. Paul van Raat, de broer van Henk, is getrouwd met Frederique van Erlevoort. Hij is ook de nieuwe burgemeester van Heibeek.

## Plaats in de literatuurgeschiedenis
Eline Vere kan gezien worden als een typische exponent van het eind-19e-eeuwse literaire naturalisme, een stijl die het grootste deel van het werk van Couperus kenmerkt. Het einde van de 19e eeuw stond wat literatuur betreft in het teken van deze stroming, die wordt gekenmerkt door determinisme (het leven zou worden bepaald door erfelijkheid, opvoeding en milieu), fatalisme (geloof in het noodlot), pessimisme (somberheid) en door pathologische personages (personen die zich afwijkend of abnormaal gedragen).
Louis Couperus heeft met Eline Vere een exemplarisch voorbeeld van de naturalistische roman geschreven. Alle kenmerken van de stroming komen naar voren in de persoon van Eline: een nerveuze figuur die sterk gelooft in het noodlot en een sombere kijk heeft op het leven. Ook bij andere personages in het boek komt het fatalisme sterk naar voren. Eline is bovendien een pathologisch persoon: in de loop van het verhaal ontwikkelt ze merkwaardige gedragingen vanwege haar afwijkende gedachten, waardoor ze binnen haar kennissenkring vreemd wordt aangekeken. Uiteindelijk bezwijkt ze aan de nervositeit, wat tekenend is voor het naturalisme. Ook het determinisme komt in Elines gedrag tot uiting: ze voelt zich niet vrij te gaan en staan waar ze wil, vanwege het gegoede milieu waarin ze is opgegroeid.
Naturalistische boeken uit deze periode hadden vaak een psychologische invalshoek en zijn daarom te beschouwen als de voorlopers van de psychologische romans. Eline Vere wordt zodoende vaak ook tot dit genre gerekend.
Fatalisme zou een vaker terugkerend motief in Couperus' verhalen worden. Zo schreef hij enkel jaren na Eline Vere het korte verhaal De binocle, waarin fatalisme en determinisme centraal staan. Hetzelfde geldt voor veel van zijn latere lange romans, zoals Noodlot.

## Motieven en schrijfstijl
Het verhaal speelt zich af in de kringen van de gegoede burgerij van Den Haag. Naast het verhaal van de hoofdpersoon Eline komen er nog andere verhaallijnen voor. Deze spelen zich alle af in dezelfde gegoede burgerij als die waarin Eline zich begeeft.
Een belangrijk terugkerend motief in het verhaal is het noodlot. Eline gelooft dat het noodlot ervoor zorgt dat haar leven is zoals het is, mede dankzij haar neef Vincent, die zelf ook heilig in het noodlot gelooft. Ook in de andere verhaallijnen wordt het noodlot veelvuldig ter sprake gebracht. Een ander motief is melancholie. Eline verkeert bijna voortdurend in melancholische stemming en zegt soms niet meer te willen leven, omdat het leven haar toch alleen maar ongeluk brengt. Ook andere personages krijgen af en toe te maken met melancholische buien. Liefde is eveneens een veelvoorkomend motief in Eline Vere. Eline zelf, maar ook andere leden van de gegoede burgerij en kennissen van Eline, zoals Frédérique, Lili en George, krijgen met de liefde te maken. Bij de meeste van de personages lopen de liefdesperikelen uiteindelijk goed af, maar bij Eline niet. Twee andere dingen die aan het karakter van Eline kunnen worden toegeschreven, zijn nervositeit en overgevoeligheid. Ook deze twee kenmerken van Eline komen in het boek duidelijk naar voren. Alle motieven samen vormen het thema van het boek: een nerveus en overgevoelig meisje worstelt met haar gevoelens en voelt zich eenzaam en ongelukkig.
De stijl waarin het boek is geschreven is literair gezien modern. Het vertoont sterke overeenkomsten met de stijl van contemporaine Europese schrijvers als Guy de Maupassant, Gabriele d'Annunzio of Catulle Mendes.
Er komen veel Franse woorden en zinnen in het boek voor; de gegoede burgerij bediende zich vroeger van het Frans om zich te onderscheiden van de lagere klassen.

## Film en toneel
In oktober 1918 ging Eline Vere als toneelstuk voor het eerst in première in Theater Heerengracht (theater Verkade). Elisabeth Couperus-Baud, de vrouw van de schrijver, had het jaar daarvoor de roman voor het toneel bewerkt. Het stuk verscheen eerst als bijlage in Groot Nederland. De première werd door het Hofstad Tooneel opgevoerd, met Else Mauhs in de hoofdrol.
Op 22 december 2007 ging er opnieuw een gelijknamige toneelbewerking in première, in de Koninklijke Schouwburg in Den Haag. Hierin speelde Maria Kraakman de rol van Eline.
Het boek werd ook verfilmd door de Belgische regisseur Harry Kümel, onder andere met Monique van de Ven, Mary Dresselhuys, Marianne Basler, Michael York, Nelly Frijda en Thom Hoffman. De film kwam uit op 1 maart 1991 en trok ongeveer 110.000 bezoekers.